# Hydraena camerocomplexa
Hydraena camerocomplexa (лат.) — вид жуков-водобродок рода Hydraena из подсемейства Hydraeninae. Название состоит из имени места обнаружения (Камерун) и слова complexa, обозначающего признак очень сложного строения эдеагуса.

## Распространение
Встречаются в Камеруне (Yaounde: Mt. Febe, 950 м, Экваториальная Африка).

## Описание
Жуки-водобродки очень мелкого размера (около 1 мм), удлинённой формы. Дорзум светло-коричневый, голова и макула переднеспинки темнее, пальпы светлее, вершина последнего пальпомера не темнее. Верх головы и переднеспинка плотно и умеренно мелко пунктированы, промежутки слабо блестящие; пунктировка наличника очень мелкая и плотная. Лабрум апикомедиально вырезан, свободные края округлые, слабо приподняты. Передний край пронотума слабо выемчатый; передне- и заднелатеральные пронотальные ямки неглубокие, заднесубмедиальные ямки умеренно глубокие. Отличается от других представителей рода в Камеруне сочетанием небольшого размера (1,16 мм), относительно крупной и широкой переднеспинки (отношение длины к ширине составляет около 17/25), умеренно глубоких пронотальных борозд и строением эдеагуса. Взрослые жуки, предположительно, как и близкие виды, растительноядные, личинки плотоядные.

## Классификация
Вид был впервые описан в 2022 году американским энтомологом Philip Don Perkins (Department of Entomology, Museum of Comparative Zoology, Гарвардский университет, Кембридж, США) по типовым материалам из Камеруна, собранным им в 1982 году (Yaounde: Mt. Febe, 950 м, 10.iv.1982).